# 迪恩书院
迪恩書院是一所位於麻薩諸塞州富蘭克林的私立大學。共提供二十個副學士科目和十三個學士學位。迪恩書院是在富蘭克林鎮內排名第一的大學。

## 課程
迪恩書院提供二十個副學士科目和十三個學士學位。迪恩書院同時也提供兼職學生課程給任何年齡的學生就讀。兼職學生可修讀證書課程。
學士學位課程
- 藝術和娛樂管理
- 商業管理
- 傳播研究
- 舞蹈
- 英語
- 歷史
- 人文社會科學
- 心理學
- 安全管理
- 社會學
- 體育，康樂管理和運動教練
- 體育管理
- 戲劇

副學士學位課程
- 運動訓練
- 商業管理
- 傳播研究
- 刑事司法
- 舞蹈
- 早期兒童教育
- 英語
- 環境科學
- 運動科學
- 通識
- 健康科學
- 歷史
- 數學
- 體育
- 護理
- 心理學
- 科學
- 社會學
- 體育管理
- 戲劇／音樂戲劇

證書課程
- 會計
- 早期兒童教育行政
- 商業管理
- 網絡安全
- 早期兒童教育
- 早期兒童教育（嬰幼兒）
- 人力資源管理

## 體育
迪恩書院提供校內體育活動, 以及十二個 美國大學生體育協會（USCAA) 的男女運動校隊。
- 美式足球
- 英式足球（男）
- 英式足球（女）
- 籃球（男）
- 籃球（女）
- 棒球
- 壘球
- 高爾夫球
- 曲棍球（男）
- 曲棍球（女）
- 排球（女）
- 排球（男）

- 運動訓練
- 商業管理
- 傳播研究
- 刑事司法
- 舞蹈
- 早期兒童教育
- 英語
- 環境科學
- 運動科學
- 通識
- 健康科學
- 歷史
- 數學
- 體育
- 護理
- 心理學
- 科學
- 社會學
- 體育管理
- 戲劇／音樂戲劇